# سبطاس
سبطاس إحدى قرى مركز طنطا التابع لمحافظة الغربية بجمهورية مصر العربية.

## التاريخ
قرية سبطاس من القرى القديمة، حيث وردت باسم «سبطاس» في أعمال السمنودية ضمن قرى الروك الصلاحي التي أحصاها ابن مماتي في كتاب قوانين الدواوين، كما وردت باسم «سبطاس» في أعمال الغربية ضمن قرى الروك الناصري التي أحصاها ابن الجيعان في كتاب «التحفة السنية بأسماء البلاد المصرية». وردت باسم «سبطاس» في التربيع العثماني الذي أجراه الوالي العثماني سليمان باشا الخادم في عصر السلطان العثماني سليمان القانوني ضمن قرى ولاية الغربية، وفي تاريخ 1228هـ/1813م الذي عدّ قرى مصر بعد المسح الذي قام به محمد علي باشا باسم «سبطاس» ضمن قرى مديرية الغربية.
كانت القرية ضمن قرى مركز الجعفرية في تعداد 1882، ثم أدرجت ضمن قرى مركز طنطا في تعداد 1907.

## التعليم
تصل نسبة الأمية في القرية إلى 33.6% بين من تجاوزوا العاشرة من عمرهم، بينما تصل نسبة من حصلوا على تعليم جامعي إلى 3.54% من جملة السكان.

## السكان
بلغ عدد سكان سبطاس 9247 نسمة حسب تقدير عام 2018.
| السنة  | 1882 | 1897 | 1907 | 1927 | 1947 | 1960 | 1976 | 1986 | 1996 | 2006  | 2018 |
| ------ | ---- | ---- | ---- | ---- | ---- | ---- | ---- | ---- | ---- | ----- | ---- |
| القرية | 1037 | 1370 | 1564 | 1895 | 1852 | 2214 | 3094 | 4252 | 4889 | 5,693 | 9247 |